# Aspergillus aeneus
Aspergillus aeneus är en svampart som beskrevs av Sappa 1954. Aspergillus aeneus ingår i släktet Aspergillus och familjen Trichocomaceae.   Inga underarter finns listade i Catalogue of Life.